# K-2
K-2 byla americká neztužená vzducholoď z konce 30. let 20. století.
Byla objednána společně s menší vzducholodí L-1 v roce 1937 americkým námořnictvem jako náhrada za zastarávající stroje předchozích typů. Stala se první ze série celkem 134 vzducholodí třídy K, které sloužily v americkém námořnictvu během 2. světové války.
Vzducholoď K-2 vyrobila firma Goodyear během roku 1938, poprvé se vznesla v prosinci téhož roku. Jednalo se o neztuženou vzducholoď s dvouposchoďovou gondolou pro 8-10 mužů. Objem tělesa byl 11 500 m³, dva motory Pratt&Whitney R-1340-AN2 po 425 HP umožňovaly rychlost až 124 km/h.